# Иконому, Аристидис
 Аристидис Иконому  (греч.  Αριστείδης Οικονόμου ,нем. Aristides Oeconomo, 1821 Вена; 31 января 1887 Афины) — австрийский и греческий художник портретист 19-го века.

## Биография

« Портрет Ахиллеса Постолакаса», 1847.

Аристидис Иконому родился в 1821 году в Вене. Его родители принадлежали к многотысячной в 18—м и 19-м веках греческой общине австрийской столицы.
Иконому закончил Венскую академию изобразительных искусств и по завершении учёбы отправился в учебную поездку в Венецию, чтобы усовершенствовать свою технику, посещая венецианскую Галерею Академии.
В 1873 году Иконому принял участие в Международной выставке в Вене, где получил отличие.
В 1878 году он выставил 2 свои работы на Всемирной выставке в Париже.
До 1881 года Иконому жил работал в Вене.
В 1881 году он переехал в Афины, где жил и работал до самой своей смерти.
В 1883 году Иконому был членом художественного жюри, на конкурсе объявленном Афинским университетом, с целью возведения памятника Гладстона. В том же году художник выполнил, по заказу Афинского университета, портрет профессора П.Григориадиса.
Аристидис Иконому умер в Афинах 31 января 1887 года.
Его сын Иконому, Томас (1864—1927) стал известным греческим театральным актёром и одним из первых современных греческих театральных режиссёров.

## Некоторые из работ художника

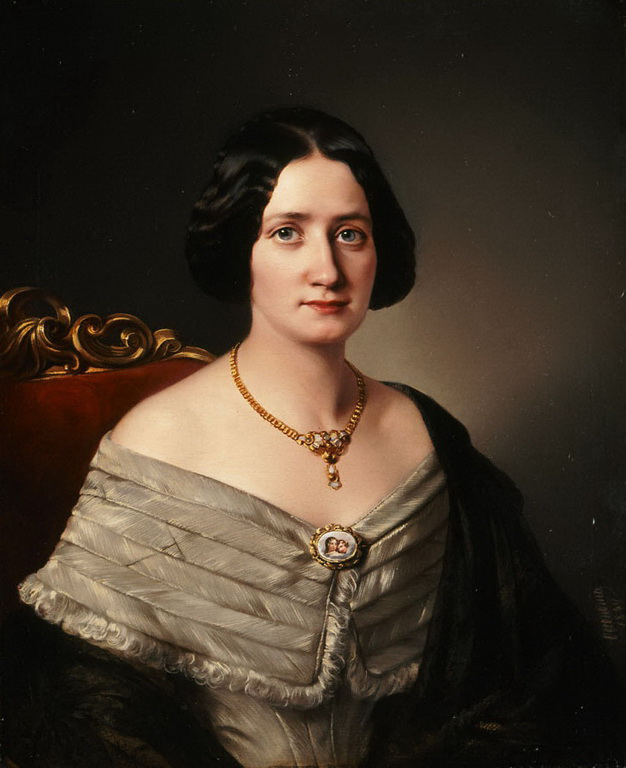
« Портрет неизвестной госпожи», 1849.

- Портрет вице-адмирала и командующего австрийским императорским флотом Anton Freiherr Bourguignon von Baumberg, Военный музей Вены.
- Портрет барона Janosz Bornemisza, 1846, Национальный музей Венгрии
- Портрет баронессы Antónia Jósika Bornemisza, 1846, Национальный музей Венгрии
- Портрет молодого Ахиллеса Постолакаса (1847)[5] видного австрийского и греческого нумизмата и археолога, который был одногодком и земляком художника по Вене (Постолакас, Ахиллес, Вена 1821- Афины 1897), и в период 1856—1887 возглавлял Нумизматический музей Афин .